# Gee van Enst
Gerard Cornelis (Gee) van Enst (Hummelo en Keppel, 3 maart 1945) is een voormalige roeier. Hij vertegenwoordigde Nederland eenmaal op de Olympische Spelen, maar won bij die gelegenheid geen medailles.
In 1968 maakte hij met zijn olympisch debuut op de Spelen van Mexico-Stad. Bij het roeionderdeel acht met stuurman finishte hij in de B-finale in een tijd van 6.14,18 en moest hiermee genoegen nemen met een achtste plaats. Een teleurstelling: "Het jaar ervoor en erna werden we vijfde van de wereld en zaten we dicht bij de top. Maar, ik denk niet dat mijn leven er anders uit had gezien als we daar gewonnen hadden. Een roeier krijgt nu eenmaal minder roem dan een schaatser. En om de roem was het me überhaupt niet te doen. Achteraf hoor je dan ook nog dat er toen veel doping gebruikt werd. Wij deden dat niet, dus ja".
Van Enst was in zijn actieve tijd aangesloten bij de Amsterdamse studentenroeivereniging ASR Nereus. Hij studeerde medicijnen en werd later sportarts.

## Palmares

### roeien (acht met stuurman)
- 1968: 8e OS - 6.14,18